# Ainus
Els ainu (アイヌ, IPA: /ajnu/)
són un grup ètnic que viu a Hokkaido i al nord de Honshu, a la part septentrional del Japó, les illes Kurils, a una part de Sakhalín i al terç inferior de la Península de Kamtxatka. El seu etnònim deriva de la paraula aynu, que vol dir "humà" (per oposició a kamuy, éssers divins) en el dialecte d'Hokkaidō de la llengua ainu; Emishi, Ezo o Yezo (蝦夷) són termes japonesos que probablement provenen del dialecte de Sakhalín enciw o enju, que també vol dir "humà"; i Utari (ウタリ) (significa "company" en ainu) és preferit per ells. Es pensa que hi ha aproximadament 150.000 ainus avui, tot i que el seu nombre exacte no es coneix, ja que molts d'ells oculten el seu origen o se n'avergonyeixen, per tal de protegir els seus fills del racisme. El 2019 es va anunciar que el Japó els reconeixeria com a poble indígena.

## Història

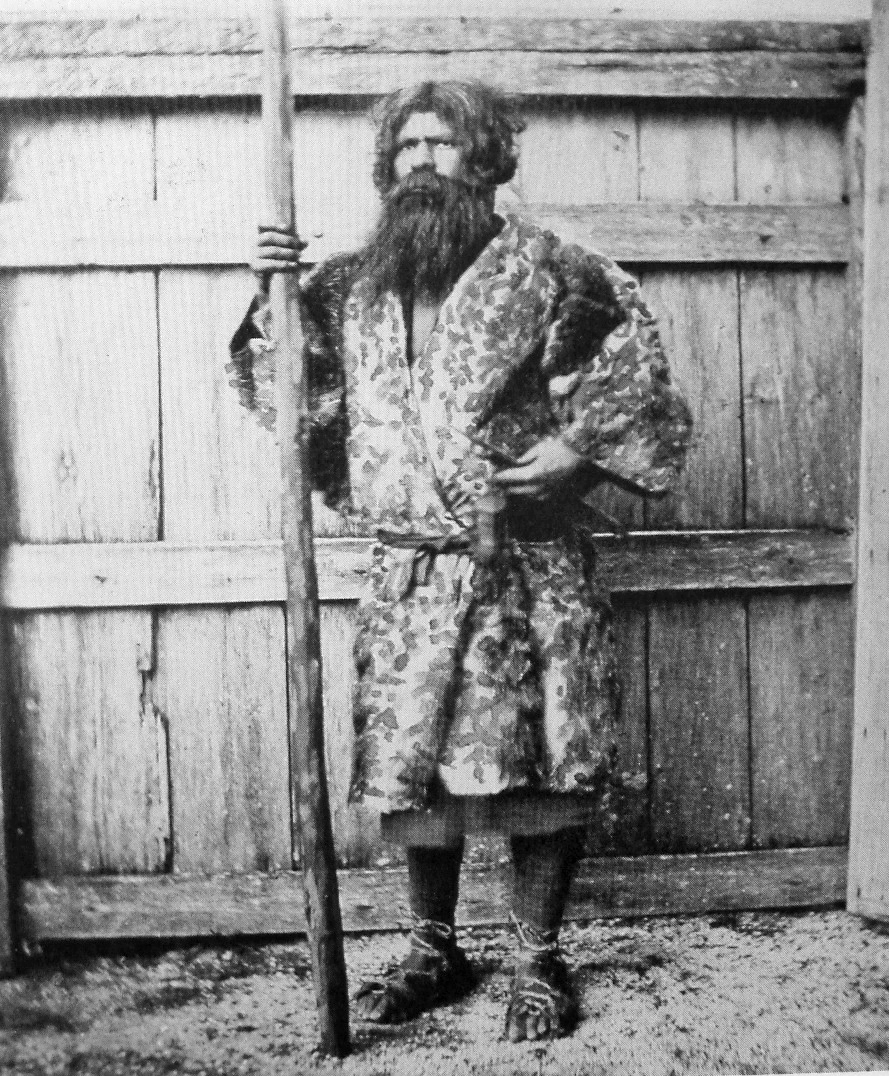
Home ainu en 1880

D'orígens molt antics, als ainus se'ls ha atribuït ancestres de tipus caucasoide o australoide. Amb tot, actualment se'ls relaciona amb l'expansió dels primers pobladors d'Àsia i amb els pobles actuals de Sibèria, especialment amb els nivejí (o nivji) de Sakhalín i els coriacs (o koryak) de Kamtxatka, que parlen llengües paleosiberianes, així com els primers pobladors d'Okinawa, encara que els ainus tenen característiques genètiques pròpies, que demostren la seva antiga diferenciació de les altres poblacions contemporànies de la regió. Aquests resultats concorden amb les troballes geològiques i arqueològiques: els primers pobladors de Hokkaidō arribaren durant la darrera glaciació fa més de divuit mil anys.

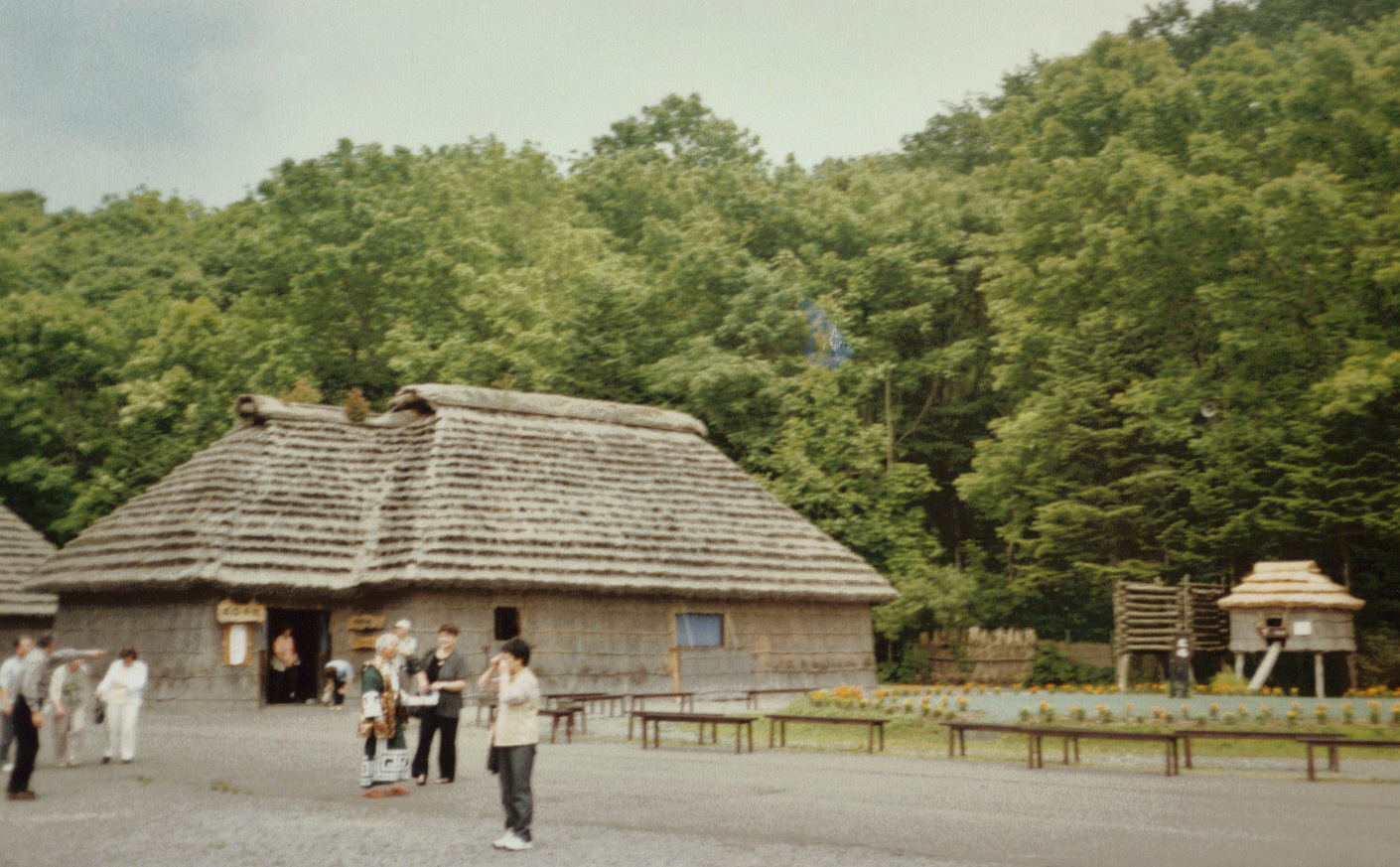
Edificis tradicionals dels ainu.

Les figures geomètriques que decoren la roba, similars a les que encara avui utilitzen els ainus, s'han trobat en restes molt antigues. Des de llavors els ainus ja habitaven Hokkaidô, el 5.000 a de C. segons troballes arqueològiques, però també vivien en la major part de Honshu i potser a algunes zones de la Xina, incloent-hi documents xinesos que ja parlen de la seva existència amb el nom de Tung I (bàrbars orientals). La cultura ojotsk que va existir del segle v al segle vii a Hokkaido, les illes Kurils, l'illa de Sakhalín i la conca de l'Amur, semblen estar relacionades amb els ainus i els seus rituals espirituals amb óssos sacrificats. Entre el segle viii i el segle xi va néixer a la regió la cultura Satsumon, procedent del sud, que va provocar canvis culturals a la vida ainus.

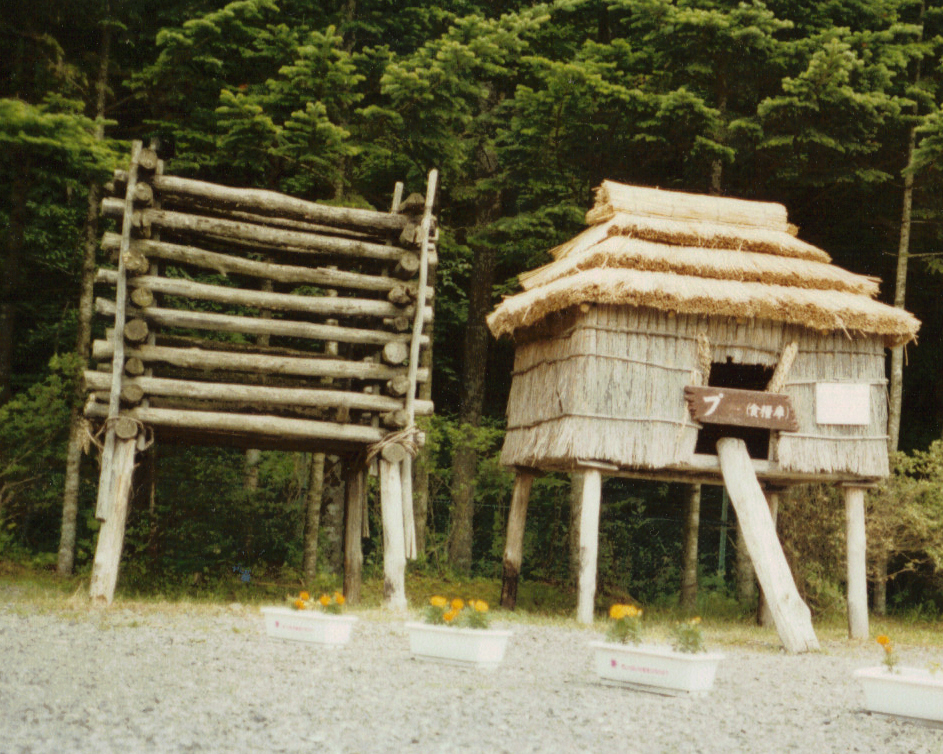
Magatzem amb gàbia d'os.

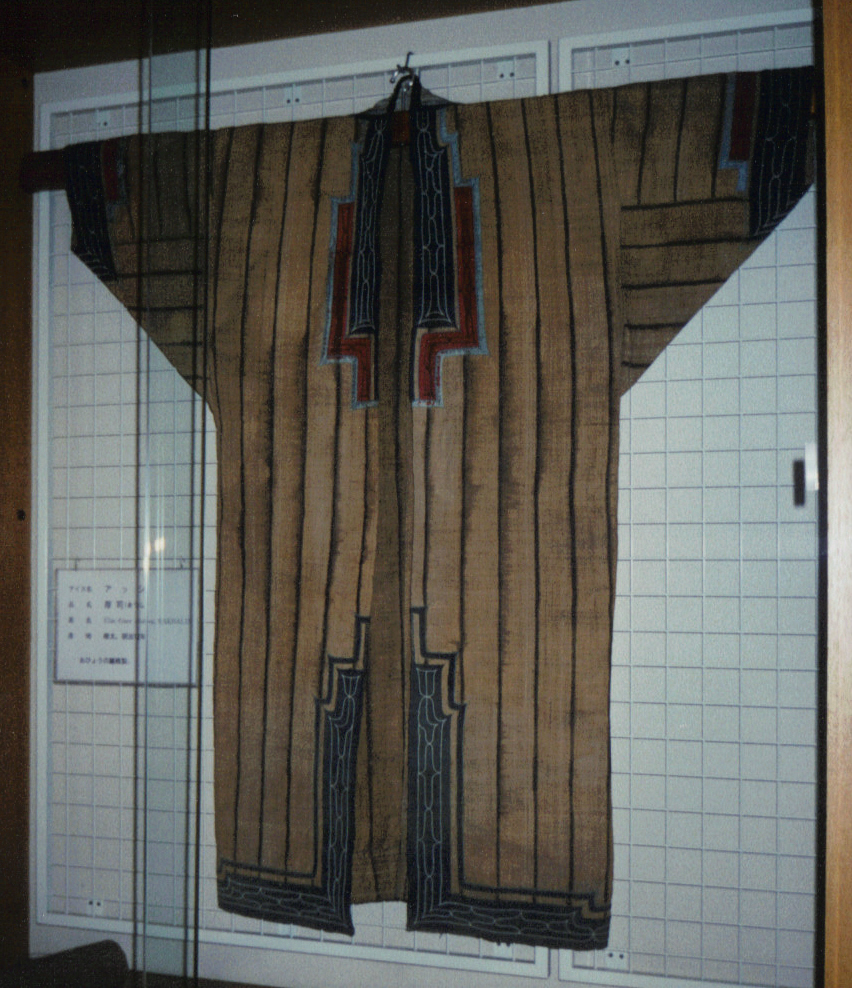
Abric tradicional d'ortigues.

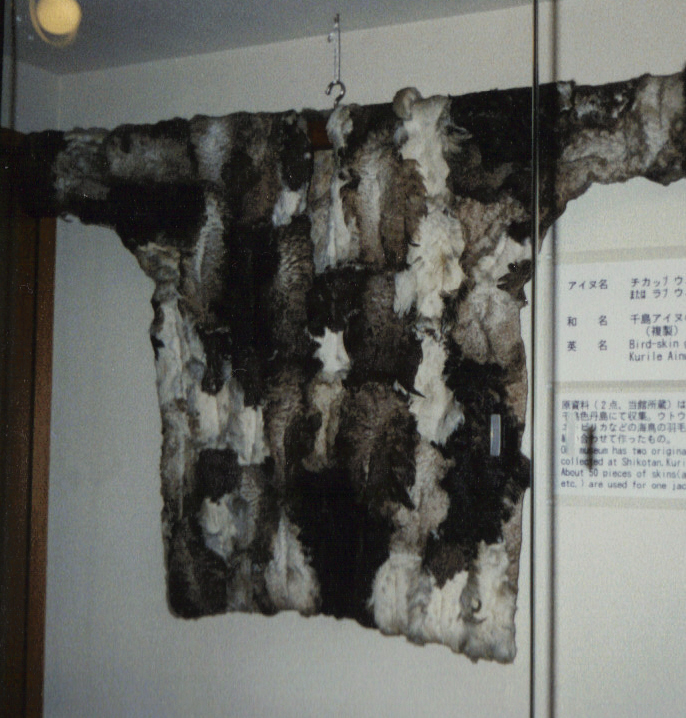
Abric tradicional de pell d'ocell amb plomes.

A partir del segle xvii, els japonesos ja van arribar a tenir presència en els territoris ainu. Inicialment, només foren intercanvis comercials fins al començament de l'era Meiji, quan el govern liquidà el poder del clan Matsumae, que es dedicava al comerç. Aleshores s'engegà una campanya d'aculturació de la població ainu, que no va estar exempta de problemes pel que fa a qualitat de vida, raó per la qual part de la població nativa es desplaçà a la península de Kamtxatka.
Es tenen notícies d'algunes visites per part dels europeus, primer per la Companyia de Jesús i després pel viatger holandès Vries, qui els va descriure el 1643. Posteriorment, els russos annexaren algunes regions del territori ainu al seu imperi fins al 1875, quan la porció meridional de Sakhalín fou cedida al Japó.
Les relacions amb els japonesos foren en certa manera tenses des que els integraren al país en el segle xix. Durant el segle xx, la seva cultura va començar a decaure no només per la influència dels japonesos sinó de la cultura dels Estats Units, que des de 1945 impulsà una major vinculació socioeconòmica. El 1973, els ainus es reuniren per primera vegada en una assemblea per mor de reivindicar els drets d'aquest poble a la nació japonesa. Actualment, compten amb una participació en el parlament japonès.

## Religió tradicional
La seva religió tradicional és animista, caracteritzada pel culte a l'ós, la creença en una divinitat suprema i unes divinitats menors, creença en divinitats hostils (dualisme religiós), creença en la màgia, pràctica de sacrificis, creença en la vida després de la mort i el judici de déu on actua com a testimoni la deessa del foc.